# Alessandro Magnasco

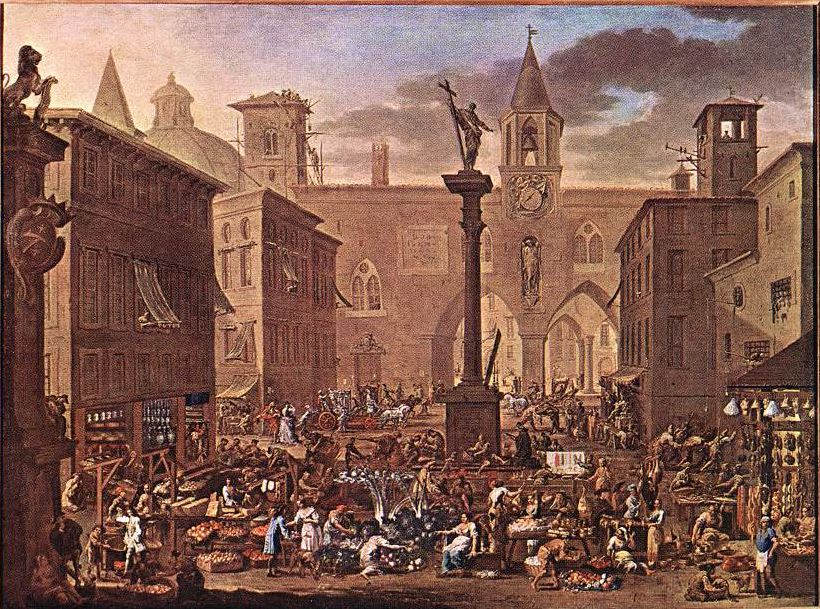
Piactér

Alessandro Magnasco, ismert nevén Lissandrino (Genova, 1667. február 4. – Genova, 1749. március 12.) északolasz festő. 

## Életpályája
Stefano Magnasco genovai festő fia volt.  Milánóban tanult. 1735-től Genovában élt. Főleg zsánerképeket alkotott.  A milánói barokk festőnek, Filippino Abbiatinak a tanítványa volt. Mestere széles eesetkezelését továbbfejlesztette.

## Stílusa
Belső nyugtalanságról tanúskodó, zord, kietlen tájakat festett. Sötét hangulatú, helyenként erős világítású tájképeit azelőtt sokszor Salvator Rosának tulajdonították, kire olykor emlékeztet. Sovány, hirtelen odavetett alakjainak romok vagy nagy fák a hátterei, máskor konyha vagy refektóriumok belseje. Fantasztikus képein sötétbarnás háttér előtt hirtelen felvillanó fények cikáznak végig.

## Képei aSzépművészeti Múzeumban
- Szerzetesek ebédje
- Kínvallatás
- Tájkép romokkal